# Clavier électronique
Pour les articles homonymes, voir Clavier.

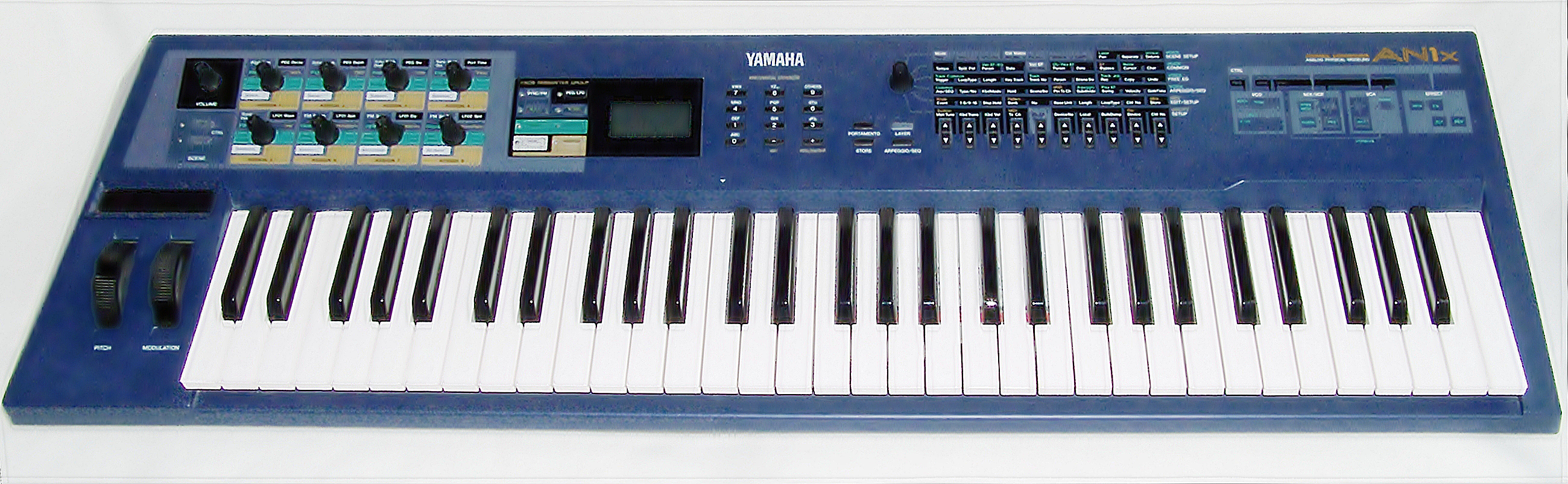
Yamaha AN1X.

Un clavier électronique, ou clavier numérique, est un instrument de musique électronique basé sur des instruments à clavier. Les types de clavier électronique comprennent les synthétiseurs, les pianos numériques, les pianos de scène, les orgues électroniques et les stations audionumériques. En termes techniques, un clavier électronique est un synthétiseur doté d'un amplificateur de puissance de faible puissance et de petits haut-parleurs.
Les claviers électroniques sont capables de recréer une large gamme de sons d'instruments (piano, orgue Hammond, orgue, violon, etc.) et de sons de synthétiseurs avec une synthèse sonore moins complexe. Les claviers électroniques sont généralement conçus pour les particuliers, les débutants et d'autres utilisateurs non professionnels. Ils ont généralement des touches non lestées. Les modèles les moins chers n'ont pas de touches sensibles à la vélocité, mais les modèles de prix moyen à élevé en ont.

## Histoire
Les instruments à clavier remontent à l'antique orgue hydraulique du IIIe siècle avant notre ère, qui a ensuite évolué vers l'orgue à tuyaux et des orgues portatifs moins imposants. Le clavicorde et le clavecin sont apparus au 14e siècle,. Les progrès technologiques ont permis l'apparition de claviers plus perfectionnés, y compris la version moderne à 12 tons. Au départ, les instruments tels que l'orgue à tuyaux et le clavecin ne pouvaient produire que des sons à volume unique. L'innovation du 18e siècle, le piano-forte, avec des marteaux frappant des cordes métalliques par la pression des touches, a permis une variation dynamique du son.
Les claviers électriques sont nés de l'application de la technologie du son électrique. Le premier est l'instrument à cordes Denis d'or, fabriqué par Václav Prokop Diviš en 1748, avec 700 cordes électrifiées. En 1760, Jean Baptiste Thillaie de Laborde présente le clavecin électrique, un clavier activé électriquement sans création de son. En 1874, Elisha Gray invente le télégraphe musical, qui produit un son par le biais de vibrations électromagnétiques, puis ajoute un oscillateur à une note et un haut-parleur à membrane pour l'audibilité. En 1973, le Yamaha GX-1 introduit un premier synthétiseur polyphonique à huit voix. L'EP-30 de Roland en 1974 devient le premier clavier tactile. Roland sort également les premiers synthétiseurs polyphoniques à cordes, le RS-101 en 1975 et le RS-202 en 1976,.
En 1975, le Polymoog de Moog fusionne un synthétiseur et un orgue, offrant une polyphonie complète grâce à des circuits imprimés individuels. L'orgue Multiman de Crumar avec synthétiseur est mise sur le marché, et l'ARP Omni combine un synthétiseur avec une machine à cordes et une basse en 1976. Cette année-là, le PE-1000 de Korg comportait un oscillateur à scie dédié à chaque note,. En 1977, les synthétiseurs polyphoniques Yamaha CS-60 et CS-80 introduisent la « mémoire ». En 1978, l'OB-1 d'Oberheim introduit le stockage électronique des paramètres sonores. La même année, le Prophet-5 de Sequential Circuits offre cette fonction dans un synthétiseur polyphonique à cinq voix. Le Rhodes Chroma de Fender, le premier clavier contrôlé par ordinateur, est le résultat de l'acquisition des ingénieurs d'ARP par Fender en 1979. Son successeur, le Chroma Polaris, sorti en 1984, comportait le port Chroma,.